# Gurtbecherwerk

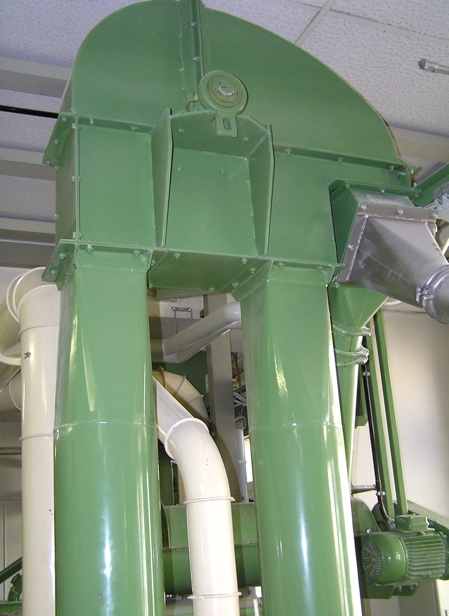
Kopf eines Elevators in einer Getreidemühle

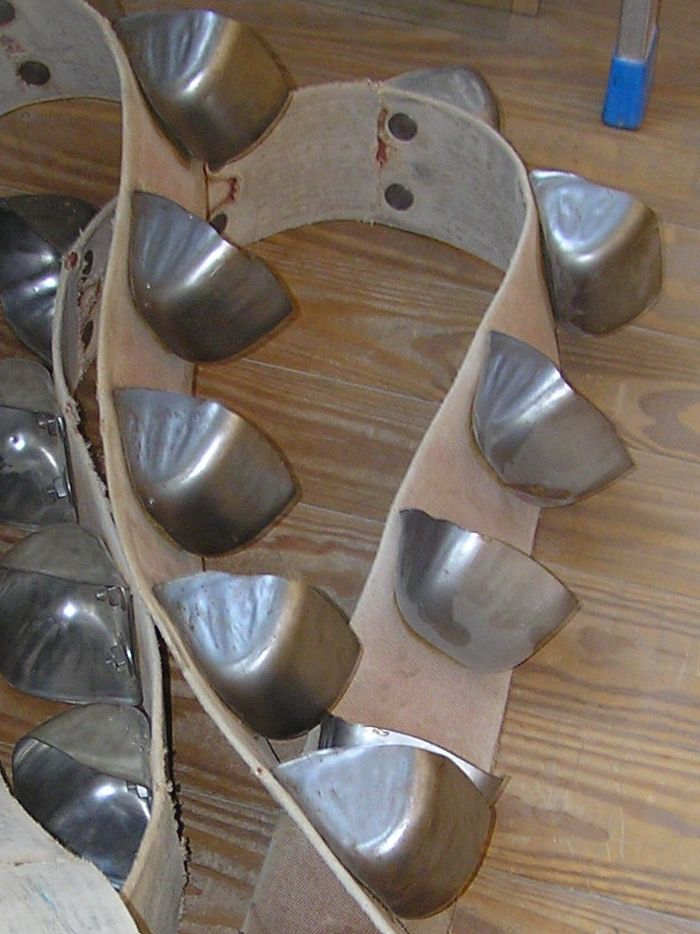
Elevatorgurt eines Getreideelevators mit Gurtbechern

Ein Gurtbecherwerk (auch: Elevator) ist ein mechanischer Stetigförderer für die Senkrechtförderung. Dieses energiegünstige Fördermittel wurde schon in die ersten automatisierten Getreidemühlen vor etwa 250 Jahren eingebaut. Die Bezeichnung „Elevator“ hat sich in den Betrieben der Mühlen- und Futtermittelindustrie für ein Gurtbecherwerk eingebürgert. In Amerika wird unter einem „Grain elevator“ die ganze Siloanlage verstanden. „Elevator“ bedeutet im angloamerikanischen Sprachgebrauch außerdem Personenaufzug.

## Aufbau
In einem abgeschlossenen Gehäuse läuft ein Endlosgurt (mehrfache Polyester-Polyamid-Einlagen mit Gummiauflage) mit aufgeschraubten Bechern. 
- Am Elevatorfuß wird das einlaufende Gut (Getreide, Futtermittelrohstoffe etc.) von den Bechern geschöpft.
- In einem Elevatorschacht (aus Stahlblech) wird das Fördergut nach oben befördert. Im zweiten Schacht laufen die leeren Becher wieder nach unten.
- Im Elevatorkopf wird das Fördergut durch die Fliehkraft in einer parabelförmigen Kurve aus den Bechern ausgeworfen. Die Mindestgeschwindigkeit dazu ist 1,6 m/s, da es sonst zur Rückschüttung in das absteigende Trum kommt, was die Effizienz mindert und zu Verschleiß, Staubaufwirbelung und Explosionsgefahr führt.
- Der Antrieb erfolgt in der Regel durch einen Getriebemotor.

Es können pro Meter Gurt zwischen vier und zehn Becher montiert sein. Die Fördergeschwindigkeit liegt üblicherweise zwischen ca. 1,8 und 3,8 m/s. Hochleistungselevatoren fördern bis zu 500 t/h.
Da Elevatoren sehr große Gefahrenquellen für Staubexplosionen darstellen, ist auf eine wirkungsvolle Aspiration zu achten, die Staubablagerungen im Inneren verhindern soll. 
Es sind noch weitere Sicherheitsvorrichtungen vorgeschrieben beziehungsweise üblich:
- Rücklaufsperre
- Drehzahlwächter
- Schieflaufwächter
- Berstscheiben
- Sprinkleranlagen mit Temperaturfühlern

## Geschichte
Ende des 18. Jahrhunderts wurde der Elevator im Mühlenbetrieb erfunden, als die Dampfmaschine aufkam und die Mühlen zu einem standortunabhängigen Maschinenhaus machte. Bis dato waren sie immer an einen Standort gebunden, wo es Wasser oder Wind gab. Diese neuartigen Mühlenmaschinen mussten möglichst kostengünstig und ohne großen Einsatz von Menschen den senkrechten Transport von Getreide und Mahlgut leisten. Später wurden Elevatoren oder Becherwerke für diverse lose Schüttgüter aller Art eingesetzt.